# Jan Van Vianen
Jan Van Vianen (1660 – 1726) è stato un incisore, pittore e disegnatore olandese.

## Biografia[1]
Van Vianen fu un incisore, pittore e disegnatore specializzato nei soggetti storici e topografici, attivo nelle città olandesi di Haarlem, di cui è documentata la presenza nel 1692, Amsterdam e forse Utrecht. Nel 1703 divenne membro della corporazione di San Luca, presso la città di Haarlem.
Oltre alle attività succitate, fu anche illustratore di libri.

## Opere
- Vaisseau du premier rang portant pavillon d'admiral, incisione colorata, 50x62, Museo navale di Pegli, Genova.
- The Dutch Victory over the French and Spanish at Vigo Bay: Fireworks in the Hague, December 13, 1702, incisione all'acquaforte, Metropolitan Museum of Art, New York.[2]
- Machina Nova, incisione all'acquaforte su carta, 22x35,1, 1694 circa, British Museum, Londra.[3]
- Profile of the city, incisione all'acquaforte, 46,7x56,2, 1690 circa.[4]
- Vaisseau du premier rang portant pavillon d'Amiral, incisione all'acquaforte, 43X53,5, 1700 circa.[5]
- Der Triumphzug Konstantins in Rom mit der Dedikation an Friedrich Wilhelm I. von Preußen, incisione su rame, 75x165.[6]